# نهر تاماندواتي
نهر تاماندواتي (بالبرتغالية: Rio Tamanduateí، النطق البرتغالي: [tamɐ̃dwate'i]) هو نهر يقع ولاية ساو باولو في جنوب شرق البرازيل.